# Johannes (magister militum, 6. Jahrhundert)
Johannes († nach 553) war ein spätantiker Heermeister (magister militum) und erfolgreicher Feldherr im 6. Jahrhundert.

## Leben
Johannes war ein Neffe Vitalians, des Konsuls des Jahres 520 und magister militum praesentalis des Kaisers Justin I. Vitalian wurde wahrscheinlich auf Geheiß Justinians, des Neffen Justins und späteren Kaisers, ermordet.
Im Jahr 537 machte sich Johannes mit 800 thrakischen Reitern nach Italien auf, um das Heer Belisars zu verstärken, der im Gotenkrieg gegen den Ostgotenkönig Witichis kämpfte. Nachdem Johannes in Tarent angelandet war, marschierte er im Dezember 537 nach Rom, das von den Goten belagert wurde, um den Belagerten mit Verpflegung und zusätzlichen Truppen zu helfen. Im Winter 537/538 befahl Belisar Johannes, der sein Winterquartier in Picenum hatte, das gotisch gehaltene Territorium zu attackieren, um Witichis von der Belagerung Roms abzulenken. Johannes erreichte in kurzer Zeit Ariminum, das nur einen Tag von der gotischen Hauptstadt Ravenna entfernt lag. Dies zwang Witichis, die Belagerung Roms abzubrechen, um die Hauptstadt zu verteidigen. Johannes hätte Ariminum verlassen sollen, aber er verblieb in der Stadt. Die Goten, die von Süden anmarschiert waren, belagerten nun Ariminum. Belisar kam Johannes nicht zu Hilfe. Es war die Ankunft des Narses, des praepositus sacri cubiculi Justinians und persönlichen Freundes von Johannes, die die Belagerten 538 rettete.
Als die Uneinigkeit über die Kriegsführung Belisar und Narses entzweite, schlug sich Johannes auf die Seite des Narses und folgte diesem in die Aemilia, die er ohne Befehl Belisars erobern wollte. Johannes beteiligte sich mit anderen Generälen des Eunuchen an der Eroberung der Aemilia, aber die Spaltung des Heeres, die sich aus der Rivalität zwischen Belisar und Narses ergab, trug entscheidend zum Fall Mailands an die Ostgoten bei. Dies überzeugte Justinian von der Notwendigkeit, 539 Narses zurückzurufen und Belisar das alleinige Kommando zu übergeben.
Nach der Eroberung Ravennas und der Rückberufung Belisars nach Konstantinopel (540) blieb Johannes in Italien. Die Goten konnten sich nach der Heimholung Belisars unter ihrem neuen König Totila neu formieren. Als dieser Florenz belagerte, erbat der Befehlshaber der Garnison Justinus Hilfe von den kaiserlichen Befehlshabern in Ravenna. Byzantinische Truppen rückten an und zwangen so Totila, sich in Richtung des Mugello zurückzuziehen. Dort schlug er das byzantinische Heer in die Flucht, da das falsche Gerücht über den Tod des Johannes das byzantinische Heer zur panischen Flucht veranlasste (Schlacht von Mucellium). Johannes entkam nach Rom, wo er bis 544 blieb und auf Befehl Belisars, der in der Zwischenzeit nach Italien zurückgekehrt war, durch Bessas ersetzt wurde. Während seines Aufenthalts in Rom vertrieb Johannes die arianischen Priester, aus Furcht vor einer eventuellen Verschwörung mit den Goten.
Im Jahr 545 wurde er von Belisar nach Konstantinopel eingeladen, um dort um Nachschub zu ersuchen, aber Johannes verspätete sich sehr, weil er Justina, die Tochter des Germanus heiratete. Der Geheimgeschichte des Prokopios von Caesarea zufolge wollte Theodora nicht, dass Justina sich vermählte und Johannes zog sich so den Hass der Kaiserin zu. Er soll gefürchtet haben, dass Kaiserin Theodora Antonia, der Frau des Belisar, befehlen könnte, seine Frau zu töten, falls er sich weigerte zu Belisar und seiner Frau in Rom zu stoßen. Zum Ausgleich verpflichtete Johannes sich, Lukanien und Bruttium für das Reich wiederzugewinnen.
Im Jahr 550, als Narses das Oberkommando über alle byzantinischen Truppen in Italien erhielt, wurde ihm Johannes zur Seite gestellt, um seine militärische Unerfahrenheit auszugleichen. Im Herbst 551 gewann Johannes die Seeschlacht von Sena Gallica gegen die Goten. Narses begab sich im Sommer 552 nach Ravenna und vermochte es innerhalb eines Jahres, den letzten Gotenkönig Teja zu schlagen und den Krieg zu beenden.